# Mistrovství Evropy v boxu 1930
III. mistrovství Evropy v boxu proběhlo v Budapešti, Maďarsko ve dnech 4. až 8. června 1930. Organizátorem turnaje mistrovství Evropy byla Fédération Internationale de Boxe Amateur (FIdeBA).

## Československá stopa
Československo bylo na mistrovství Evropy přihlášeno, ale pravděpodobně z ekonomických důvodů se nakonec českoslovenští boxeři turnaje neúčastnili.

## Výsledky
| Muži     | Zlato                  | Stříbro                    | Bronz                    | 4. místo                 |
| -------- | ---------------------- | -------------------------- | ------------------------ | ------------------------ |
| –50,8 kg | István Énekes (HUN)    | Mieczysław Forlański (POL) | Carlo Trombetta (ITA)    | Ion Lungu (ROU)          |
| –53,5 kg | János Széles (HUN)     | Marin Plaesu (ROU)         | Edelweis Rodriguez (ITA) | Lennart Bohman (SWE)     |
| –57,2 kg | Gyula Szabó (HUN)      | Cesare Saracini (ITA)      | Nicolae Carata (ROU)     | Jan Górny (POL)          |
| –61,2 kg | Mario Bianchini (ITA)  | Sándor Szobolevszky (HUN)  | Kaarlo Väkevä (FIN)      | Hans Held (GER)          |
| –66,7 kg | Jupp Besselmann (GER)  | Witold Majchrzycki (POL)   | Carl Dehn (NOR)          | Cesare Desio (ITA)       |
| –72,6 kg | Clemente Meroni (ITA)  | Lajos Szigeti (HUN)        | John Andersson (SWE)     | Alexander Rauter (AUT)   |
| –79,4 kg | Thyge Petersen (DEN)   | Albert Leidmann (GER)      | Mario Lenzi (ITA)        | Tomasz Konarzewski (POL) |
| +79,4 kg | Jacob Michaelsen (DEN) | Bertil Molander (SWE)      | Heinz Hinzmann (GER)     | Sándor Kőrösi (HUN)      |

## Medailová bilance
V boxu se rozdělilo celkem 8 sad medailí.
| Pořadí | Stát                      |       | Muži    | Muži  | Muži | Celkem |
| Pořadí | Stát                      | Zlato | Stříbro | Bronz |      | Celkem |
| ------ | ------------------------- | ----- | ------- | ----- | ---- | ------ |
| 1.     | Maďarské království (HUN) |       | 3       | 2     | 0    | 5      |
| 2.     | Itálie (ITA)              |       | 2       | 1     | 3    | 6      |
| 3.     | Dánsko (DEN)              |       | 2       | 0     | 0    | 2      |
| 4.     | Německá říše (GER)        |       | 1       | 1     | 1    | 3      |
| 5.     | Polsko (POL)              |       | 0       | 2     | 0    | 2      |
| 6.     | Rumunsko (ROU)            |       | 0       | 1     | 1    | 2      |
| 6.     | Švédsko (SWE)             |       | 0       | 1     | 1    | 2      |
| 8.     | Norsko (NOR)              |       | 0       | 0     | 1    | 1      |
| 8.     | Finsko (FIN)              |       | 0       | 0     | 1    | 1      |
| Celkem | Celkem                    |       | 8       | 8     | 8    | 24     |